# Semiothisa haliata
Semiothisa haliata är en fjärilsart som beskrevs av Achille Guenée 1858. Semiothisa haliata ingår i släktet Semiothisa och familjen mätare. Inga underarter finns listade i Catalogue of Life.